# Liste der Kulturdenkmäler in Rückers (Hünfeld)
Die folgende Liste enthält die in der Denkmaltopographie ausgewiesenen Kulturdenkmäler auf dem Gebiet des Ortsteils Rückers der  Stadt Hünfeld, Landkreis Fulda, Hessen.
Hinweis: Die Reihenfolge der Denkmäler in dieser Liste orientiert sich an der Anschrift, alternativ ist sie auch nach der Bezeichnung, der vom Landesamt für Denkmalpflege vergebenen Nummer oder der Bauzeit sortierbar.
Kulturdenkmäler werden fortlaufend im Denkmalverzeichnis des Landes Hessen durch das Landesamt für Denkmalpflege Hessen auf Basis des Hessischen Denkmalschutzgesetzes (HDSchG) geführt. Die Schutzwürdigkeit eines Kulturdenkmals hängt nicht von der Eintragung in das Denkmalverzeichnis des Landes Hessen oder der Veröffentlichung in der Denkmaltopographie ab.

Das Vorhandensein oder Fehlen eines Objekts in dieser Liste ist keine rechtsverbindliche Auskunft darüber, ob es Kulturdenkmal ist oder nicht: Diese Liste entspricht möglicherweise nicht dem aktuellen Stand der offiziellen Denkmaltopographie. Diese ist für Hessen in den entsprechenden Bänden der Denkmaltopographie Bundesrepublik Deutschland und im Internet unter DenkXweb – Kulturdenkmäler in Hessen einsehbar. Auch diese Quellen sind, obwohl sie durch das Landesamt für Denkmalpflege Hessen aktualisiert werden, nicht immer aktuell, da es im Denkmalbestand immer wieder Änderungen gibt.
Eine verbindliche Auskunft erteilt allein das Landesamt für Denkmalpflege Hessen.
Nutze diese Kartenansicht, um Koordinaten in der Liste zu setzen. In dieser Kartenansicht sind Kulturdenkmale ohne Koordinaten mit einem roten bzw. orangen Marker dargestellt und können in der Karte gesetzt werden. Kulturdenkmale ohne Bild sind mit einem blauen bzw. roten Marker gekennzeichnet, Kulturdenkmale mit Bild mit einem grünen bzw. orangen Marker.
| Bild            | Bezeichnung                 | Lage                                               | Beschreibung | Bauzeit                | Objekt-Nr. |
| --------------- | --------------------------- | -------------------------------------------------- | --- | ---------------------- | ---------- |
| Bild gesucht BW | Friedhofskreuz              | Am Bienrain LageFlur: 2, Flurstück: 25             | Steinkruzifix | 1935, bezeichnet.      | 37773 DDB  |
| weitere Bilder  | Katholische Kirche St. Anna | Am Geisrain 1 LageFlur: 8, Flurstück: 34/1         | Einfacher Bau in neugotischen Formen nach Plänen des Baumeisters A. Heres, Fulda.                                                 | 1863                   | 37351 DDB  |
| Bild gesucht BW | Wegekreuz                   | Auf der Röd LageFlur: 2, Flurstück: 61/1           | Steinkruzifix | 1882, bezeichnet.      | 37764 DDB  |
| Bild gesucht BW | Heiliger Josef              | Auf der Röd LageFlur: 2, Flurstück: 61/1           | Vollplastik des hl. Josef. | 1890, bezeichnet.      | 37351 DDB  |
| Bild gesucht BW | Muttergottes                | Im Saugrund LageFlur: 4, Flurstück: 20             | Schlicht ausgeführte Vollplastik der gekrönten Maria trägt das Jesuskind auf ihrem linken Arm.                                    | 1880, bezeichnet.      | 37796 DDB  |
| Bild gesucht BW | Hochkreuz                   | Leimbachshöfer Straße LageFlur: 8, Flurstück: 12/1 | Sehr reich gestaltetes Steinkruzifix.                                                                                             | 1846, bezeichnet.      | 37757 DDB  |
| Bild gesucht BW | Bildstock                   | Marbacher Straße LageFlur: 6, Flurstück: 61/5      | | 1812, bezeichnet.      | 37763 DDB  |
| Bild gesucht BW | Saalbau                     | Marbacher Straße 7 LageFlur: 7, Flurstück: 22/1    | Gasthof mit Saalbau und Nebengebäuden. Das Hauptgebäude im Jahr 2011 abgebrochen. Landwirtschaftliche Nebengebäude 1967 erneuert. | 1923/28                | 37758 DDB  |
| Bild gesucht BW | Fachwerkhaus                | Marbacher Straße 8 LageFlur: 8, Flurstück: 22/6    | Zweistöckiges Fachwerkhaus. | 1734 (Sockelinschrift) | 37759 DDB  |
| Bild gesucht BW | Fachwerkhaus                | Marbacher Straße 10 LageFlur: 8, Flurstück: 49     | Giebelständiges zweistöckiges Gebäude mit Wirtschaftsgebäuden erweitert.                                                          | Beginn 18. Jahrhundert | 37760 DDB  |
| Bild gesucht BW | Fachwerkhaus                | Marbacher Straße 14 LageFlur: 8, Flurstück: 50/1   | Zweistöckiges Fachwerkhaus auf einem niedrigen Quadersockel.                                                                      | Um 1850                | 37761 DDB  |
| Bild gesucht BW | Fachwerkhaus                | Marbacher Straße 26 LageFlur: 7, Flurstück: 13/1   | Traufständiges einstöckiges Fachwerkhaus mit Kniestock und vorspringendem Zwerchhaus.                                             | Beginn 20. Jahrhundert | 37762 DDB  |
| Bild gesucht BW | Bildstock                   | St.-Anna-Straße 7 LageFlur: 7, Flurstück: 11/36    | | 1867, bezeichnet.      | 37797 DDB  |